# نقد جنگ‌های صلیبی
در قرون وسطی نقد جنگ‌های صلیبی، دیدگاهی نوپا و در اقلیت در اروپای غربی بود. در حالی که در مقابل، جنبش و جنگ‌های صلیبی به‌طور کلی در امپراتوری بیزانس به شدت مورد انتقاد قرار گرفت و در جهان اسلام به‌طور یکپارچه محکوم می‌شد. انتقاد از جنگ‌های صلیبی می‌توانست به یک کارزار صلیبی خاص محدود شود یا به‌طور کلی به به تمامی جنگ‌ها و جنبش صلیبی اطلاق شود. جریان اغلب انتقاد، متوجه نحوهٔ انجام جنگ‌های صلیبی بود و نه خود نظریهٔ صلیبی‌گری و جنبش صلیبی. اگرچه انتقاد جدیدی در این باب وجود داشت، اما تنها توسط اقلیت کوچکی از منتقدان جنگ‌های صلیبی بیان می‌شد. اغلب، انتقادها با هدف افزایش احتمال موفقیت جنگ‌های صلیبی آینده صورت می‌گرفت. از آنجایی که صلیبیون در مقایسه با سربازان سایر جنگ‌ها، از استاندارد بالاتری برخوردار بودند، شکست‌های آنها اغلب به گناهانشان، مانند حرص و طمع و بی‌بندوباری جنسی، نسبت داده می‌شد.

## نقدهای مقارن
بنا به گفته الیزابت سیبری (Elizabeth Siberry) از آغاز جنبش صلیبی، می‌توان رگه‌هایی از انتقاد نسبت به جنبه‌های خود جنگ‌های صلیبی و رفتار صلیبیون را مشاهده کرد و پیدا نمود که عموماً همراه با پیشنهادهایی برای موفقیت در کارزارهای صلیبی آینده بودند. در قرون دوازدهم و سیزدهم به نظر می‌رسد افراد کمی بودند که اساساً مفهوم جنگ صلیبی را به چالش بکشند.
یکی از انتقادات استاندارد از صلیبیون این بود که رفتار آنها با آنچه از سربازان در یک جنگ مقدس انتظار می‌رفت، ناسازگار بود. هم وقایع‌نگاران و هم مبلغان جنگ صلیبی از هرزگی جنسی، طمع، و بیش‌اعتمادی در طول جنگ‌های صلیبی شکایت داشتند. «گناهکاری انسان» (به لاتین: peccatis exigentibus hominum) به‌طور منظم توسط وقایع‌نگاران به عنوان توضیحی برای شکست‌ها در طول نخستین جنگ صلیبی (۱۰۹۶–۱۰۹۹)؛ برای پیروزی‌های مسلمانان، مانند نبرد حطین (۱۱۸۷)؛ و برای شکست حملات بعدی جنگ صلیبی بیان می‌شد. در نتیجه، درگیری‌های عمده اغلب با کارهایی برای توبه و فرمان‌های اصلاحی همراه بود، از جمله ممنوعیت قمار و نمایش تجملات. تلاش‌هایی برای از بین بردن وسوسه با محدود کردن تعداد زنان همراه ارتش‌های مسیحی انجام شد. برای مثال، شوراهای لمانز و گدینگتون در سال ۱۱۸۸ به هر زنی به‌جز رختشویان با سن معینی، از شرکت در سومین کارزار صلیبی منع کردند. با این حال، در عمل، چنین دستوراتی تأثیر محدودی داشت، و وقایع‌نگاران به‌طور منظم از رفتار اخلاقی ارتش‌های صلیبی شکایت می‌کردند.
موضوع دیگر انتقاد، تأخیر در انجام نذرهای جنگ صلیبی بود، به خصوص توسط پادشاهان، شاهزادگان و اشراف، که بدین وسیله حرکت ارتش اصلی را به تعویق می‌انداختند. در زمان جنگ صلیبی سوم (۱۱۸۹–۱۱۹۲)، انتقاداتی از سوی مدافعان جنگ صلیبی، تروبادورها و مینه‌زانگ‌ها وجود داشت که ریچارد یکم انگلستان، فیلیپ دوم آگوستوس فرانسه و امپراتور فریدریش یکم بارباروسا بیش از حد مشغول امور دنیوی بودند و در واقع به نظر می‌رسد فشار افکار عمومی حرکت نهایی آنها را تسریع کرده باشد. انتقاداتی مشابه از امپراتور فریدریش دوم در آستانه جنگ صلیبی پنجم (۱۲۱۷–۱۲۲۱) و دوباره در دهه ۱۲۲۰، وجود داشت که منجر به تکفیر او توسط پاپ شد. در مقابل، کسانی بودند که راهبان و کشیشان را ترغیب می‌کردند در غرب بمانند و پاداش‌های معنوی خود را با انجام وظایف کلیسایی در خانه به دست آورند. در واقع، رالف نیجر، وقایع‌نگار و راهب انگلیسی، در رساله‌اش د ر میلیتاری (De re militari؛ ۱۱۸۷–۱۱۸۸)، بر اهمیت بیرون‌راندن غیرنظامیان تأکید کرد تا نیروی جنگی مؤثری تضمین شود. هزینه بالای تدارکات و حمل و نقل یک ارتش به شرق به این معنی بود که مالیات پاپی و سلطنتی برای حفظ جنبش صلیبی و وقایع منظم ضروری و لازم است. این امر انتقاداتی را از سوی وقایع‌نگاران و دریافت‌کنندگان این مطالبات به همراه داشت، که نگران ایجاد مشکلات جدید بودند؛ از مخالفان پاپ، مانند وقایع‌نگاران دیر سنت آلبنز، راجر ونداور و متیو پاریس؛ و از برخی شاعران عامیانه، مانند والتر فون در فوگلوایده. همین نویسندگان نگرانی خود را دربارهٔ آنچه که سوءاستفاده از نظام بازخرید نذر برای منافع مالی توسط مبلغان جنگ‌های صلیبی، به ویژه راهبان فرانسیسکن و دومینیکن، می‌دانستند، ابراز کردند.
اولین نشانه واقعی انتقاد اساسی از خود جنبش صلیبی پس از جنگ صلیبی دوم (۱۱۴۷–۱۱۴۹) ظاهر شد. گرهو، رئیس رایشرسبرگ، نویسنده‌ای پرکار و اصلاح‌طلب و در ابتدا طرفدار این حمله، در رساله آخرالزمانی خود د اینوستگاتیونه آنتی‌کریستی (De investigatione Antichristi)، ارتباطی بین شکست جنگ صلیبی و ظهور ضدمسیح برقرار کرد. گردآورنده ناشناس سالنامه‌های وورتسبورگ نه تنها رفتار صلیبیون را نقد کرد، بلکه ادامه داد و پیشنهاد کرد که خود شیطان، جنگ صلیبی را به عنوان شورشی علیه مجازات عادلانه خدا بر جهان الهام بخشیده است. در انگلستان، رالف نیجر نیز این سؤال را مطرح کرد که آیا خداوند می‌خواهد مؤمنان به سلطه مسلمانان بر اماکن مقدس پایان دهند، اما در عین حال رساله او پر از توصیه‌هایی دربارهٔ حمله آینده بود. شکست‌های نظامی در قرن سیزدهم، مانند شکست کارزار صلیبی لوئی نهم فرانسه در المنصوره، تردیدهای بیشتری را برانگیخت، و اشاره‌های گاه و بیگاه به کسانی که ایده جنگ‌های صلیبی را در خطبه‌ها و رساله‌های جنگ صلیبی به چالش می‌کشیدند، مانند د پرادیکاتونیه کروچس نوشته هامبرت رمن، وجود دارد. افراد دیگری نیز بودند، مانند پیروان یواخیم فیوره، و راجر بیکن، که بهترین راه را در تغییر مسالمت‌آمیز مسلمانان می‌دیدند. با این حال، شواهدی وجود ندارد که چنین احساسات صلح‌طلبانه‌ای گسترده بوده و نماینده افکار عمومی باشند. در واقع، محبوبیت مداوم جنگ‌های صلیبی به نتیجه‌گیری مخالف منجر می‌شود.
در قرن سیزدهم، انتقاداتی از انحراف جنگ صلیبی چهارم به قسطنطنیه (۱۲۰۲–۱۲۰۴) و منابع جنگ صلیبی علیه دشمنان کلیسا در اروپا وجود داشت، به ویژه جنگ صلیبی علیه بدعت‌گذاران کاتار در جنوب فرانسه و جنگ‌های صلیبی ضد اشتاوفر علیه امپراتور فریدریش دوم و پسرانش، کنراد چهارم و مانفرد. به‌ویژه تروبادورها در بیان دیدگاه‌های خود صریح بودند، حملات در جنوب فرانسه را به عنوان موعظه دروغین محکوم کردند و از غفلت از سرزمین مقدس افسوس خوردند. راجر ونداور نیز با آنها هم‌صدا شد و از یک «جنگ ناعادلانه» (bellum injustum) نوشت. اگرچه این موضوع باید تا حدی منعکس‌کننده افکار عمومی بوده باشد، اما شاعران عامیانه دست‌کم تفسیرکنندگان کاملاً بی‌طرفی نبودند. علاوه بر این، ارتش‌های درگیر در چنین جنگ‌های صلیبی از سراسر اروپا گرد آمده بودند، از جمله صلیبیونی که قبلاً جنگیده بودند یا بعداً برای جنگ به شرق می‌رفتند. همین امر در مورد انتقاد از جنگ‌های صلیبی علیه دودمان اشتاوفر صدق می‌کند. یکی از بلندترین منتقدان، شاعر والتر فون در فوگلوایده بود که احتمالاً در دربار امپراتور فریدریش دوم یا یکی از حامیان او فعال بود. در مقابل، روتبوف، شاعر شمال فرانسه، دو ترانه در ترغیب مؤمنان به گرفتن صلیب علیه اشتاوفر سرود.
استدلال‌هایی وجود دارد که تا اواسط قرن سیزدهم، جنگ صلیبی همچون گذشته نمی‌توانست حمایت زیادی را جلب کند. شواهد ذکر شده شامل رساله‌هایی است که توسط پاپ گریگوری دهم سفارش داده شده و طی شورای دوم لیون در سال ۱۲۷۴ به اسقف برونو از اولوموتس، هامبرت رمن، و فرانسیسکن‌های ژیلبرت تورنی و ویلیام طرابلسی ارائه شد. این رساله‌ها بنا به ماهیت خود، آنچه را که نیاز به تغییر داشت تا حملات موفقیت‌آمیزی به شرق انجام شود، تعیین کردند، اما آنها در بستری از علاقه و حمایت مداوم از جنبش صلیبی نوشته شدند. هامبرت رمن همچنین راهنمایی دربارهٔ بهترین شیوه موعظه جنگ صلیبی و پاسخ به سؤالات احتمالی از سوی مخاطبان تهیه کرد. واقعیت‌های سیاست اروپایی و سایر مشغولیت‌های داخلی به این معنی بود که پادشاهان برای غیبت به مدت زمان لازم برای یک جنگ صلیبی بزرگ با مشکل مواجه می‌شدند، اما در واقع طیفی از حملات کوچک و بزرگ به شرق در اواخر قرون وسطی برنامه‌ریزی و آغاز شد، اگرچه همیشه با موفقیت کامل به پایان نرسید.
جنگ‌های صلیبی همچنین در صحنه‌های دیگر، مانند ایبری و منطقه بالتیک، ادامه یافت و حتی شکوفا شد. اگرچه شکست‌ها و ناکامی‌های عمده‌ای وجود داشت، مانند سقوط عکا به دست ممالیک در سال ۱۲۹۱ و جنگ صلیبی فاجعه‌بار نیکوپولیس علیه ترک‌های عثمانی در سال ۱۳۹۶، اما این مانع از طرح برنامه‌های حملات بیشتر نشد. علاوه بر این، به نظر می‌رسد جنگ‌های صلیبی محبوبیت مردمی خود را حفظ کرده بودند، به طوری که افراد همچنان صلیب را برمی‌گرفتند و شرکت‌کنندگان در حملات از منطقه جغرافیایی گسترده‌ای می‌آمدند.